# L'Arc et la Flûte
Pour plus de détails, voir Fiche technique et Distribution.
L'Arc et la Flûte (En djungelsaga) est un film suédois réalisé par Arne Sucksdorff, sorti en 1957.

## Synopsis
Un documentaire sur les Murias vivant dans la jungle de Bastar, au centre de l'Inde.

## Fiche technique
- Titre : L'Arc et la Flûte
- Titre original : En djungelsaga
- Réalisation : Arne Sucksdorff
- Scénario : Arne Sucksdorff
- Musique : Ravi Shankar
- Photographie : Arne Sucksdorff
- Production : Arne Sucksdorff
- Société de production : Arne Sucksdorff Filmproduktion et Sandrews
- Société de distribution : Malavida (France) et Janus Films (États-Unis)
- Pays :  Suède
- Genre : Documentaire
- Durée : 75 minutes
- Dates de sortie : 
  -  Suède : 26 décembre 1957

## Distribution
- Chendru : le garçon
- Ginjo : le chasseur
- Riga : la femme du chasseur
- Tengru-Shikari : le grand-père du garçon

## Distinctions
Le film a été présenté en sélection officielle en compétition au Festival de Cannes 1958.